# C6H4N4O2
化学式C6H4N4O2（摩尔质量：164.12 g/mol）可以指：
- 2-硝基叠氮苯，CAS号：1516-58-1
- 3-硝基叠氮苯，CAS号：1516-59-2
- 2,4-二羟基蝶啶（荷兰语：Lumazine）（无水茶碱、二氧四氢蝶啶），CAS号：487-21-8

|  | 这个同类索引页列出了具有相同分子式的化学物（即同分異構體）条目。 除非您是有意链接至本页，否则应将相应条目的内部链接指向正确的条目。 |